# Ален Лоран
Ален Лорен (на френски: Alain Laurent), роден през 1939 г., е френски философ, социолог и писател с либератариански и либералноконсервативни възгледи.
Преподава философия в гимназии в Парижка област. Директор на колекцията „Iconoclastes“ на издателство Les Belles Lettres. Основава и вдъхновява общество на мисълта „Разум, индивид и свобода“ (Raison, Individu et Liberté). Съучредител е съвместно с Жозе Луи Гойена на „Френско общество Айн Ранд“ (на английски: French Ayn Rand Society) и издава „Новият индивидуалист“ (Le nouvel 1ndividualiste) по модела на американското обективистко списание The New Individualist.
От 2004 г. ръководи новата колекция „Bibliothèque classique de la liberté“ на издателство Les Belles Lettres, което преиздава известни произведения на Вилхелм фон Хумболт, Фредерик Бастиа, Лудвиг фон Мизес и др.

## Творчество
- Libérer les vacances, Seuil, 1973
- Féminin / Masculin, Seuil, 1975
- De l'individualisme, PUF, 1985
- L'Individu et ses ennemis, Hachette, 1987
- Solidaire si je le veux, Les Belles Lettres, 1991
- Histoire de l'individualisme, Que sais-je ?, PUF, 1993
- L'individualisme méthodologique, Que sais-je ?, PUF, 1994
- De l'église en général et du pape en particulier, Belfond, 1994
- Du bon usage de Descartes, Maisonneuve et Larose, 1996
- Les grands courants du libéralisme, Armand Colin, 1998
- Turgot (anthologie), Les Belles Lettres, 1998
- Théories contre l'impôt (anthologie), Les Belles Lettres, 2000
- La Philosophie libérale, Les Belles Lettres, 2002
- Le libéralisme américain, histoire d'un détournement, Les Belles Lettres, 2006
- La société ouverte et ses nouveaux ennemis, Les Belles Lettres, 2009